# Unicodeblock Ägyptische Hieroglyphen
Der Unicodeblock Ägyptische Hieroglyphen (Egyptian Hieroglyphs, U+13000 bis U+1342F) kodiert einen wesentlichen Teil der ägyptischen Hieroglyphen, die das Schriftsystem des alten Ägyptens und seiner ägyptischen Sprache darstellten und auf zahlreichen Steininschriften zu finden sind. Die in diesem Unicode-Block kodierten Hieroglyphen entsprechen größtenteils der Gardiner-Liste, enthalten aber einige zusätzliche Varianten.

## Zeichentabelle
Aufgrund der Größe dieses Blocks befindet sich die Zeichentabelle aufgeteilt unter:
- Unicodeblock Ägyptische Hieroglyphen/13000 bis 131FF
- Unicodeblock Ägyptische Hieroglyphen/13200 bis 1342F